# Para-Toluolsulfonsäurechlorid
para-Toluolsulfonsäurechlorid ist eine chemische Verbindung aus der Gruppe der Sulfonsäuren. Sie ist das Säurechlorid der para-Toluolsulfonsäure und wird umgangssprachlich oft als Tosylchlorid, geschrieben TsCl, bezeichnet. Dabei steht die Abkürzung „Ts“ für eine Tosylgruppe.

## Darstellung
Die Verbindung kann durch eine Reaktion ähnlich einer Friedel-Crafts-Alkylierung aus Toluol hergestellt werden. Hierzu wird Toluol mit Sulfurylchlorid und Aluminiumchlorid als Katalysator zur Reaktion gebracht.
Eine weitere Möglichkeit besteht in der Umsetzung von para-Methylanilin in einer Sandmeyer-ähnlichen Reaktion. Hierzu wird das Amin zunächst mit Natriumnitrit diazotiert. Das entstandene Diazoniumsalz wird dann mit Schwefeldioxid in Gegenwart von Kupfer(I)-chlorid und Magnesiumchlorid zur Reaktion gebracht.
Tosylchlorid ist ein Nebenprodukt der Saccharin-Herstellung. Bei der Herstellung des hierfür benötigte o-Toluolsulfonylchlorid entsteht auch p-Toluolsulfonylchlorid, das aus der Mischung abgetrennt werden kann.

## Eigenschaften
para-Toluolsulfonsäurechlorid ist ein ätzender Feststoff mit einem charakteristischen eigentümlichem Geruch, der bei 67 °C schmilzt und bei 135 °C bei einem Druck von 13 hPa siedet. Ab einer Temperatur von 220 °C zersetzt er sich. Eine DSC-Messung zeigt ab 249 °C eine stark exotherme Zersetzungsreaktion mit einer Wärmetönung von −451 kJ·kg−1 bzw. −86 kJ·mol−1.

## Verwendung
Tosylate können durch Deprotonierung eines Alkohols und anschließender Reaktion mit p-Toluolsulfonsäurechlorid hergestellt werden, wobei ein Äquivalent Chlorwasserstoff, der durch eine Base als Hydrochlorid gebunden wird, entsteht:
Auf Grund ihrer Eigenschaft als Abgangsgruppe werden Tosylate als Zwischenprodukte in der präparativen Organischen Chemie verwendet. Durch Überführung von Alkoholen in Tosylate wird die schlechte Abgangsgruppe HO− in eine gute Abgangsgruppe überführt, wodurch Substitutionsreaktionen an dieser Position des Kohlenstoffgerüstes ermöglicht werden. Das Anion (= Tosylat) der p-Toluolsulfonsäure tritt dabei als Abgangsgruppe aus.